# Liste arabischer Geschichtsschreiber der Kreuzzüge
Dies ist eine Liste arabischer Geschichtsschreiber der Kreuzzüge.

## Übersicht
- Ibn al-Qalanisi
- Ibn al-Athir
- Kamal ad-Din
- Usama
- Baha' ad-Din
- Imad ad-Din al-Isfahani
- Abu Shama
- Manaqib Rashid ad-Din
- Ibn Wasil
- Sibt Ibn al-Jauzi
- Ibn 'Abd az-Zahir
- Maqrizi
- Ibn al-Furat
- al-'Aini
- Abu l-Fida
- Abu l-Mahasin